# Таунсенд (переписна місцевість, Массачусетс)
Таунсенд (англ. Townsend) — переписна місцевість (CDP) в США, в окрузі Міддлсекс штату Массачусетс. Населення — 1213 особи (2020).

## Географія
Таунсенд розташований за координатами 42°40′34″ пн. ш. 71°42′28″ зх. д. / 42.67611° пн. ш. 71.70778° зх. д. (42.675979, -71.707766).  За даними Бюро перепису населення США в 2010 році переписна місцевість мала площу 4,47 км², з яких 4,38 км² — суходіл та 0,09 км² — водойми.

## Демографія
Згідно з переписом 2010 року, у переписній місцевості мешкало 1128 осіб у 491 домогосподарстві у складі 287 родин. Густота населення становила 252 особи/км².  Було 526 помешкань (118/км²).
Расовий склад населення:
| - 96,0 % — білих - 1,2 % — азіатів - 0,7 % — чорних або афроамериканців - 0,2 % — корінних американців |

До двох чи більше рас належало 1,4 %. Частка іспаномовних становила 2,4 % від усіх жителів.
За віковим діапазоном населення розподілялося таким чином: 22,4 % — особи молодші 18 років, 63,1 % — особи у віці 18—64 років, 14,5 % — особи у віці 65 років та старші. Медіана віку мешканця становила 41,3 року. На 100 осіб жіночої статі у переписній місцевості припадало 88,0 чоловіків;  на 100 жінок у віці від 18 років та старших — 89,4 чоловіків також старших 18 років.
Середній дохід на одне домашнє господарство  становив 64 629 доларів США (медіана — 63 125), а середній дохід на одну сім'ю — 84 135 доларів (медіана — 80 669). За межею бідності перебувало 8,1 % осіб, у тому числі 2,2 % дітей у віці до 18 років та 27,1 % осіб у віці 65 років та старших.
Цивільне працевлаштоване населення становило 598 осіб. Основні галузі зайнятості: освіта, охорона здоров'я та соціальна допомога — 24,9 %, виробництво — 21,4 %, роздрібна торгівля — 13,9 %, науковці, спеціалісти, менеджери — 10,2 %.